# 1854 na ciência

## Nascimentos
| Data           | Nome                   | Profissão               | Nacionalidade                         | Observações                                                                                | Ref               |
| -------------- | ---------------------- | ----------------------- | ------------------------------------- | ------------------------------------------------------------------------------------------ | ----------------- |
| 3 de março     | Lazarus Fletcher       | geólogo e mineralogista | Reino Unido da Grã-Bretanha e Irlanda | m. 1921 Medalha Wollaston 1912                                                             | [ 1 ]             |
| 28 de novembro | Dukinfield Henry Scott | botânico                | Reino Unido da Grã-Bretanha e Irlanda | m. 1934 Medalha Real 1906 Medalha Linneana 1921 Medalha Darwin 1926 Medalha Wollaston 1928 | [ 2 ] [ 3 ] [ 1 ] |

## Mortes
| Data | Nome | Profissão | Nacionalidade | Observações | Ref |
| ---- | ---- | --------- | ------------- | ----------- | --- |

## Prémios
Medalha Copley
- Johannes Peter Müller[4]